# Alloxacis seymourensis
Alloxacis seymourensis is een keversoort uit de familie schijnboktorren (Oedemeridae). De wetenschappelijke naam van de soort is voor het eerst geldig gepubliceerd in 1925 door Mutchler.